# Centennial Park (Arizona)
Centennial Park – jednostka osadnicza w Stanach Zjednoczonych, w stanie Arizona, w hrabstwie Mohave.